# Hydroptila auge
Hydroptila auge är en nattsländeart som beskrevs av Malicky 1997. Hydroptila auge ingår i släktet Hydroptila och familjen smånattsländor. Inga underarter finns listade i Catalogue of Life.